# 菊池二郎
菊池二郎（きくち じろう、1915年8月2日 - 没年不明）は日本の大蔵官僚。

## 来歴
埼玉県出身。1936年3月 台北高等商業学校卒業。台湾総督府に入府。殖産局特産課雇。1945年11月 台湾省行政長官公署財政処計画課に留用。1946年10月より大蔵省主計局で勤務。主計局法規課第3係長。1959年8月 主計局主計官補佐（農林係）。1961年4月 総理府恩給局経理課長。1964年7月 主計局主計官（総務課：予算総括担当）。1967年8月 退官。中小企業振興事業団経理部長。

## 略歴
- 1936年3月：台湾総督府に入府。殖産局特産課雇。
- 1938年5月：臨時召集。
- 1940年9月：歩兵伍長。
- 1941年10月：召集解除。
- 1941年10月：台湾総督府技手。殖産局茶業伝習所 兼 殖産局特産課。
- 1942年11月：台湾総督府殖産局農務課。
- 1943年8月：台湾総督府財務局主計課。
- 1944年5月：召集・台湾第3部隊。
- 1945年9月：召集解除。
- 1945年9月：終戦連絡事務局企画部。
- 1945年11月：台湾省行政長官公署財政処計画課に留用。
- 1946年10月：留用解除。
- 1946年10月：佐世保上陸。
- 1946年10月：大蔵省主計局法規課第3係長。
- 1952年7月：主計局法規課長補佐。
- 1953年1月：病休（〜1954年8月）。
- 1954年9月：主計局司計課長補佐。
- 1959年8月：主計局主計官補佐（農林係）。
- 1959年11月：病休（〜1960年1月）。
- 1960年7月：主計局司計課長補佐。
- 1961年4月：総理府恩給局経理課長。
- 1964年7月：主計局主計官（総務課：予算総括担当）。
- 1967年8月：退官。